# رنیم دی‌سلنید
رنیم دی‌سلنید یک ترکیب معدنی با فرمول ReSe۲ است. این ترکیب دارای ساختاری لایه‌ای است که اتم‌ها در هر لایه با پیوندهایی قدرتمند به یکدیگر متصل هستند. لایه‌ها با پیوندهای وان‌دروالسی ضعیفی نگه‌داشته می‌شوند، و به راحتی می‌توان آن‌ها را از جسم ماده جدا نمود.

## تشکیل

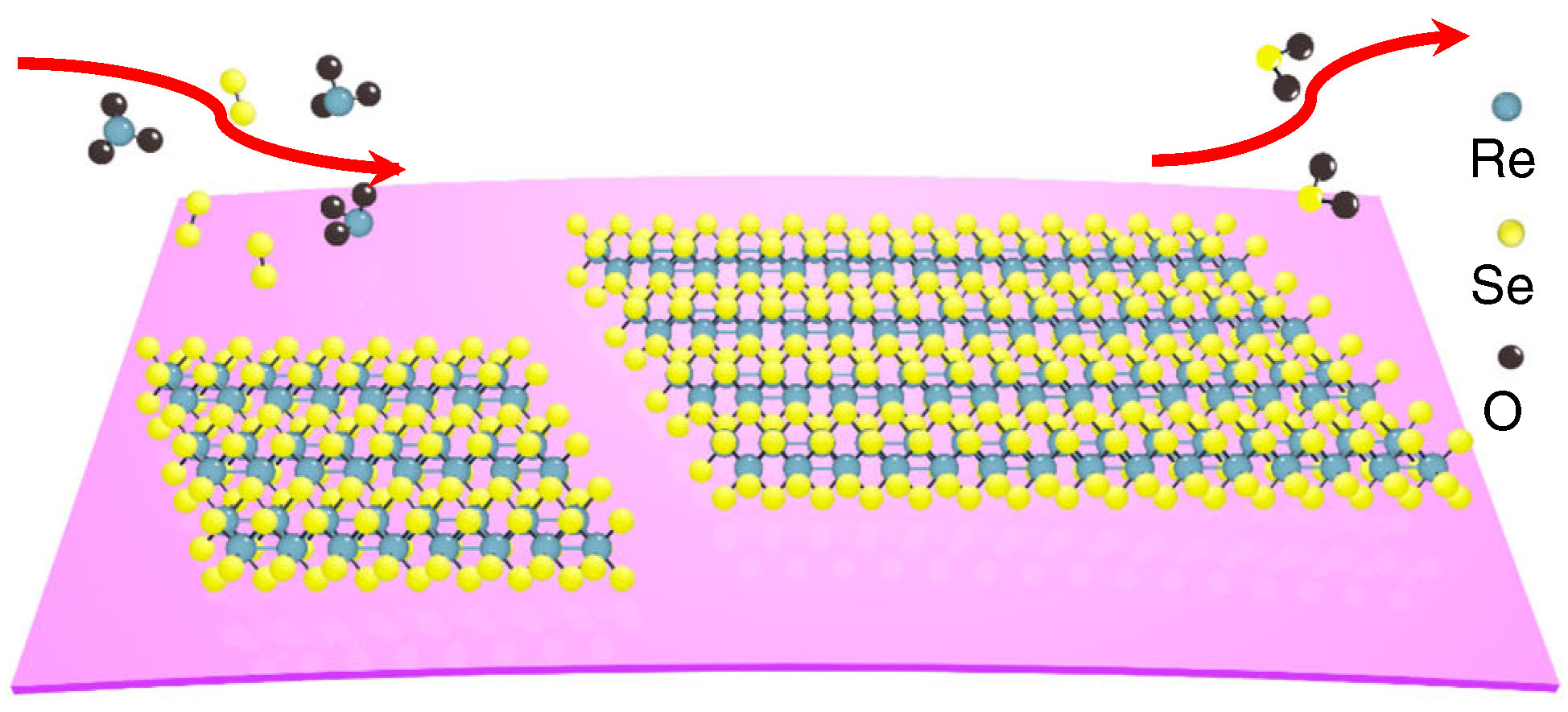
طرح‌وارهٔ پیشرفت ReSe_{۲} از Se و ReO_{۳}

رنیم دی‌سلنید با ضخامتی به کوچکی یک لایهٔ سه‌اتمی را می‌توان با انباشت بخار شیمیایی در فشار محیط تولید کرد. آمیخته‌ای از گازهای آرگون و هیدروژن از راه لوله‌ای گردش می‌یابد که پایانهٔ آنها در دماهای گوناگون نگهداری می‌شود. زیرلایه و پودر ReO۳ در پایانهٔ داغی قرار می‌گیرند که تا دمای ۷۵۰ درجهٔ سلسیوس گرم شده‌اند، و پودر سلنیوم در پایانهٔ سرد قرار دارد که در دمای ۲۵۰ درجهٔ سانتی‌گراد نگهداری می‌شود.
۲ ReO۳ + ۷ Se → ۲ ReSe۲ + ۳ SeO۲

## اطلاعات

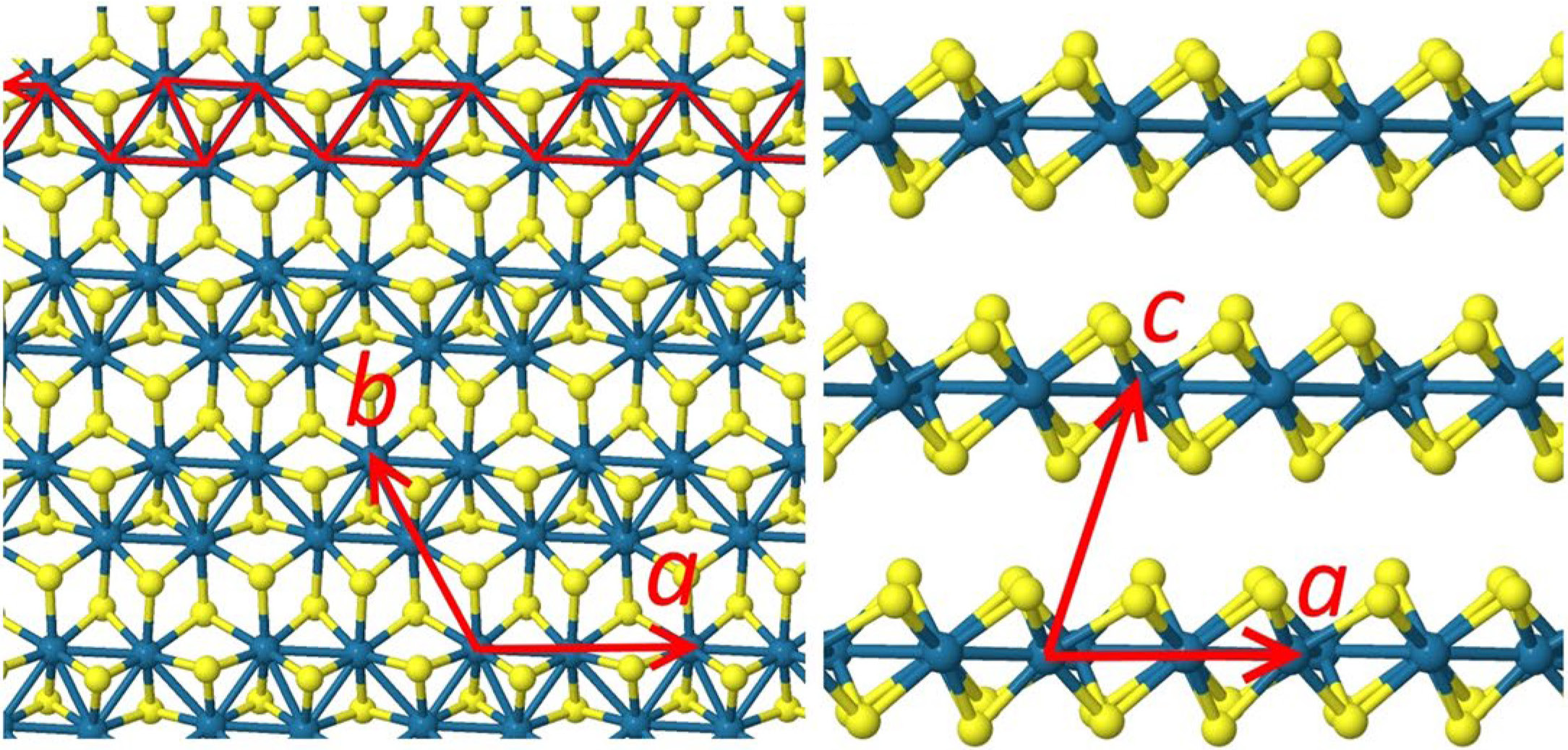
نمای بالا (چپ) و نمای جانبی (راست) از شبکهٔ ReSe_{۲}

همانند دیگر دی‌کالکوژنیدهای فلزات واسطه، رنیم دی‌سلنید دارای ساختاری لایه‌ای است که اتم‌ها در هر لایه با پیوندهای قدرتمندی به یکدیگر متصل شده‌اند و لایه‌ها نیز با پیوندهای ضعیف وان‌دروالسی کنار یکدیگر نگه داشته می‌شوند. با این حال، در حالی که بسیاری از دی‌کالکوژنیدهای لایه‌ای دیگر دارای دستگاه‌های بلوری شش‌گوشه می‌باشند، ReSe۲ دستگاه بلوری سه‌شیب دارد که از توده به تک‌لایه تغییر نمی‌کند.